# Friedrich Pfäfflin (Literaturwissenschaftler)
Friedrich Pfäfflin (geboren 9. Dezember 1935 in Oberreichenbach (Schwarzwald)) ist ein deutscher Literaturwissenschaftler, Museumsleiter, Publizist, Verlagsbuchhändler und Autor.

## Leben

Friedrich Pfäfflin als Herausgeber der CD-ROM-Edition von Karl Kraus’ Fackel im K. G. Saur Verlag (2002)

Friedrich Pfäfflin ist ein Sohn des schwäbischen Pfarrers Fritz Pfäfflin (1906–1988). Er machte eine Verlagsbuchhändlerlehre und arbeitete in dem Beruf in Stuttgart, Hamburg, Paris, Tübingen und längere Zeit in München beim Kösel-Verlag, wo er die Nachrichten aus dem Kösel-Verlag gestaltete, und beim Hanser-Verlag. In den Jahren 1968 bis 1973 erschien bei Kösel der von ihm initiierte und von Heinrich Fischer herausgegebene Reprint der  Zeitschrift Fackel in mehr als 35.000 Exemplaren.
Im Jahr 1976 ging er ans Schiller-Nationalmuseum in Marbach am Neckar und wurde Leiter der Museumsabteilung. Er arbeitete auch für das dort ansässige Deutsche Literaturarchiv Marbach und die Deutsche Schillergesellschaft und gründete die „Arbeitsstelle für literarische Museen und Gedenkstätten in Baden-Württemberg“.
Pfäfflin gestaltete Ausstellungen zu Themen der Literatur- und der Verlagsgeschichte, so im Jahr 1985 über den S. Fischer Verlag und 1999 über Karl Kraus, mit dessen Nachlass er sich in vielen Publikationen als Herausgeber befasste. Seit seiner Pensionierung gibt er die „Bibliothek Janowitz“ heraus, der Titel erinnert an den Wohnsitz von Kraus’ Liebe Sidonie Nádherný.
Als Autor, Herausgeber und Ausstellungsmacher beschäftigte er sich daneben unter anderem mit Werner Kraft, Else Lasker-Schüler, Berthold Viertel und Kurt Wolff.
Pfäfflin wurde 1995 in die Deutsche Akademie für Sprache und Dichtung aufgenommen. Er wurde 1996 Ehrendoktor der Literaturwissenschaftlichen Fakultät der Universität Tübingen. Im Jahr 2001 wurde er mit dem Bundesverdienstkreuz 1. Klasse geehrt, 2013 erhielt er den Gutenberg-Preis der Stadt Leipzig.

## Schriften (Auswahl)

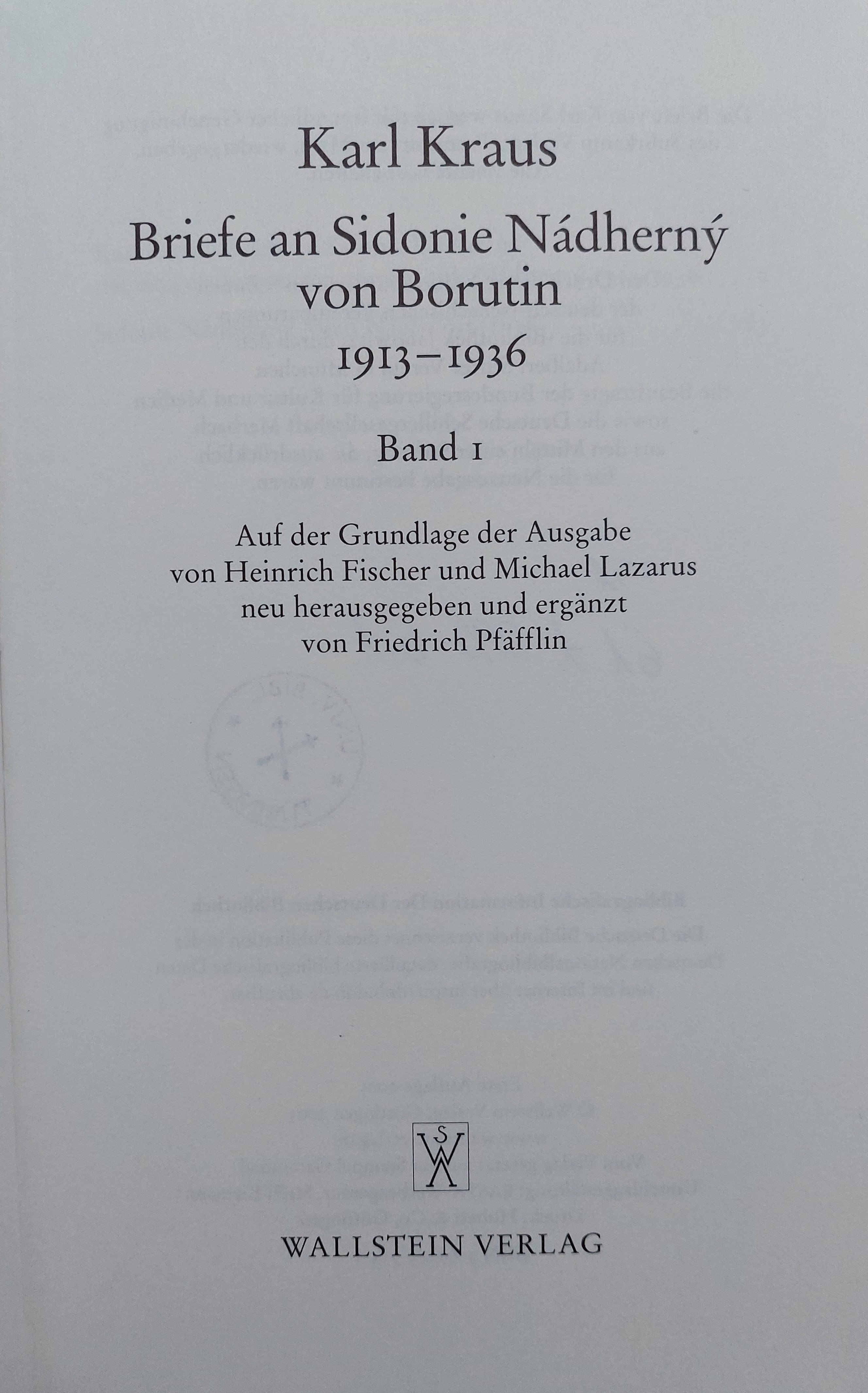
Pfäfflin als Herausgeber und Kommentator der Neuauflage (2005)

- Vom Verglühen der „Fackel“. Karl Kraus und sein Verlag 1930–1936. Bibliothek Janowitz, Keicher
- Karl Kraus. Briefe an Sidonie Nádherny von Borutin. 1913–1936. Neu hrsg. von Friedrich Pfäfflin. Bibliothek Janowitz. 2 Bände. Göttingen: Wallstein, 2005
- (Hrsg.): Sidonie Nádherny. „No news from home“. Letters to Princess Gillian Lobkowicz. 1949–1950. Keicher
- Wilhelm Hauff: der Verfasser des Lichtenstein ; Chronik seines Lebens und Werkes. Stuttgart: Fleischhauer und Spohn, 1981
- 100 Jahre S. Fischer Verlag 1886–1986 : Buchumschläge; über Bücher und ihre äußere Gestalt. Frankfurt am Main: Fischer, 1986
- Udo Dickenberger; Waltraud Pfäfflin; Friedrich Pfäfflin: Der Stuttgarter Hoppenlau-Friedhof als literarisches Denkmal. Marbach am Neckar, 1992
- (Hrsg.): "Die schönste Stadt ist Calw an der Nagold" : 30 Texte der Calwer Hermann-Hesse-Stipendiaten. Vorwort Andreas Narr. Tübingen: Klöpfer & Meyer, 2010